# Abū-Tempel (Ešnunna)
Der Abū-Tempel von Ešnunna ist ein am Fundort Tell Asmar im heutigen Irak freigelegtes frühbronzezeitliches Heiligtum.

## Beschreibung
Der Tempel bestand bis in die Akkadzeit, jedoch sind auch Bauzustände aus frühdynastischer Zeit erforscht. Ursprünglich handelte es sich um den Bautypus eines Herdhauses, wobei später eine Trennung zwischen Vor- und Kultraum eingefügt wurde. An der Rückwand der Cella befand sich ein Postament von rund einem Meter Höhe, auf dem vermutlich ein Kultbild stand. Vor diesem Postament wurde ein niedriger Opferaltar freigelegt.